# 光果细苞虫实
光果细苞虫实（学名：Corispermum stenolepis var. psilocarpum）为藜科虫实属下的一个变种。

## 扩展阅读
- 維基物種上的相關：光果细苞虫实